# 四號迪普克里克鎮區 (北卡羅萊納州厄齊康縣)
四號迪普克里克鎮區（英語：Township 4, Deep Creek）是位於美國北卡羅萊納州厄齊康縣的一個鎮區。

## 地方資料
四號迪普克里克鎮區的面積為87.28平方千米，皆為陸地。根據2020年美國人口普查的數據，當地共有人口699人，而人口密度為每平方千米8.01人。